# Karl-Heinz Kalbfell
Karl-Heinz Kalbfell (* 29. Dezember 1949 in Reutlingen; † 17. August 2013 in Brands Hatch, England) war ein deutscher Automobil-Manager und Rennfahrer.

## Leben
Kalbfell studierte von 1972 bis 1975 Marketing und Verfahrenstechnik in Stuttgart mit Abschluss als Diplom-Wirtschaftsingenieur. Von 1975 bis 1977 war er Werbeleiter bei Eriba-Hymer-Fahrzeugbau in Bad Waldsee. 1977 wechselte er zu BMW nach München in den Geschäftsbereich Marketing und Kommunikation. Ab 1994 war er Bereichsleiter Zentrales Marketing der BMW AG und Vorsitzender der Geschäftsführung von BMW Motorsport. Bei BMW war Kalbfell an zahlreichen Motorsporterfolgen beteiligt. Dazu zählen unter anderem der Gewinn des DTM-Titels 1989 mit Roberto Ravaglia sowie der Sieg beim 24-Stunden-Rennen von Le Mans 1999 mit dem BMW V12 LMR. Außerdem war Kalbfell maßgeblich an der BMW-Rückkehr in die Formel 1 als Motorenlieferant für Williams im Jahr 2000 beteiligt. Zu seinen engen Freunden jener Zeit gehörte Motorenkonstrukteur Paul Rosche. Ab Oktober 2000 war er Gesamtprojektleiter bei Rolls-Royce. Nach 2004 arbeitete er in leitenden Funktionen bei Alfa Romeo und Maserati.
Nach seiner Tätigkeit für Alfa Romeo und Maserati arbeitete Kalbfell von seinem Münchner Büro aus als selbstständiger Berater. Zu seinen Kunden zählten der deutsche Sportwagenbauer Artega, der russische Fahrzeughersteller GAZ und der große österreichische Autozulieferer Magna.
Kalbfells besonderes Interesse galt historischen Motorrädern, die er sammelte und regelmäßig fuhr. Noch mit 63 Jahren bestritt er die englische Meisterschaft für historische Motorräder. Regelmäßig war er auch Gastfahrer beim Goodwood Revival. Am 17. August 2013 starb Kalbfell nach einem Rennunfall in Brands Hatch. Beim Training zu einem Lauf der englischen Meisterschaft für historische Motorräder (WRR Lansdowne Cup Championship 500 cm³) stürzte er mit einer Matchless G50 ausgangs der Druids-Kurve und wurde von einem nachfolgenden Fahrer getroffen. Kalbfell wurde ins Krankenhaus eingeliefert, wo er seinen Verletzungen erlag.